# Georges Berthu
Georges Berthu (ur. 14 maja 1950 w Angoulême) – francuski polityk, urzędnik państwowy, eurodeputowany w latach 1994–2004.

## Życiorys
Uzyskał licencjat z zakresu prawa publicznego. Kształcił się następnie w Instytucie Nauk Politycznych w Paryżu oraz w École nationale d’administration. Pracował jako urzędnik rządowy m.in. w Ministerstwie Gospodarki, Finansów i Budżetu. W latach 1986–1987 był doradcą technicznym Camille'a Cabany jako ministra delegowanego ds. prywatyzacji i następnie ds. reformy administracyjnej. Później związany z branżą ubezpieczeniową, był sekretarzem generalnym firmy Union des assurances de Paris. Wybierany na radnego Longré.
W wyborach w 1994 z listy wyborczej Majorité pour l'autre Europe (którą zorganizował Philippe de Villiers) uzyskał mandat posła do Parlamentu Europejskiego IV kadencji. W 1999 z ramienia eurosceptycznej listy RPFIE z powodzeniem ubiegał się o reelekcję na V kadencję. W PE był m.in. członkiem grupy Unii na rzecz Europy Narodów i wiceprzewodniczącym Komisji ds. Instytucjonalnych. Urzędowanie zakończył w 2004.
Związany z Ruchem dla Francji, objął funkcję wiceprzewodniczącego tego ugrupowania.